# Сарабиа, Роландо
Роландо Сарабиа или Сарабия (исп. Rolando Sarabia Oquendo, 18 августа 1982, Гавана) — кубинский танцовщик, с 2005 — в США (.

## Биография
Сын профессионального танцовщика, начал выступать в балете с 5 лет. Окончил Начальную балетную школу имени Алехо Карпентьера в Гаване. В Национальной балетной школе среди преподавателей были его отец, Алисия Алонсо, Ласаро Карреньо, Магали Суарес. По манере его сравнивали с Нижинским и Барышниковым. После отъезда с Кубы в 2003 через Мексику, где он преподавал, выступал в балете Хьюстона, с 2007 — в балете Майами.
Младший брат — Даниэль Сарабиа (род. 1984), артист Балета Мориса Бежара в Лозанне.

## Творческое партнерство
Танцевал с Майей Плисецкой, Фарухом Рузиматовым, Алисией Алонсо, Тамарой Рохо.

## Признание
Золотая медаль и премия Открытие на фестивале Меркосура в Бразилии (1994). Золотые медали международных балетных конкурсов на Кубе, в Японии, США, Болгарии, Франции (1998). Премия Benois de la dance (2011, Москва) и другие награды.